# فلورنسيو أباد
فلورنسيو أباد (بالإنجليزية: Florencio Abad)‏ (و. 1954 – م) هو سياسي، وبروفيسور (أستاذ جامعي) من الفلبين.

## التعليم
تعلم في جامعة هارفارد، وكلية كينيدي بجامعة هارفارد.